# Langlaufen op de Olympische Winterspelen 2014
Langlaufen is een van de sportdisciplines die binnen de olympische sport skiën werden beoefend tijdens de Olympische Winterspelen 2014 in Sotsji. De wedstrijden werden in het Laura Langlauf- & Biatloncentrum in Krasnaja Poljana gehouden.

## Wedstrijdschema
| Datum       | Lokale tijd | MET   | Mannen                             | Vrouwen                            |
| ----------- | ----------- | ----- | ---------------------------------- | ---------------------------------- |
| 07 februari | 20:00       | 17:00 | Openingsceremonie                  | Openingsceremonie                  |
| 08 februari | 14:00       | 11:00 |                                    | 15 km skiatlon                     |
| 09 februari | 14:00       | 11:00 | 30 km skiatlon                     |                                    |
| 11 februari | 14:00       | 11:00 | Sprint vrije stijl (kwalificatie)  | Sprint vrije stijl (kwalificatie)  |
| 11 februari | 16:00       | 13:00 | Sprint vrije stijl (finale)        | Sprint vrije stijl (finale)        |
| 13 februari | 14:00       | 11:00 |                                    | 10 km klassieke stijl              |
| 14 februari | 14:00       | 11:00 | 15 km klassieke stijl              |                                    |
| 15 februari | 14:00       | 11:00 |                                    | 4×5 km estafette                   |
| 16 februari | 14:00       | 11:00 | 4×10 km estafette                  |                                    |
| 19 februari | 13:15       | 10:15 | Teamsprint klassiek (kwalificatie) | Teamsprint klassiek (kwalificatie) |
| 19 februari | 15:45       | 12:45 | Teamsprint klassiek (finale)       | Teamsprint klassiek (finale)       |
| 22 februari | 13:30       | 10:30 |                                    | 30 km vrije stijl (massastart)     |
| 23 februari | 11:00       | 08:00 | 50 km vrije stijl (massastart)     |                                    |
| 23 februari | 20:00       | 17:00 | Sluitingsceremonie                 | Sluitingsceremonie                 |

## Medailles

### Mannen
| Onderdeel           | Goud | Goud                                                       | Zilver | Zilver                                                                    | Brons | Brons                                                                       |
| ------------------- | ---- | ---------------------------------------------------------- | ------ | ------------------------------------------------------------------------- | ----- | --------------------------------------------------------------------------- |
| Sprint vrije stijl  | NOR  | Ola Vigen Hattestad                                        | SWE    | Teodor Peterson                                                           | SWE   | Emil Jönsson                                                                |
| 15 km klassiek      | SUI  | Dario Cologna                                              | SWE    | Johan Olsson                                                              | SWE   | Daniel Richardsson                                                          |
| 30 km skiatlon      | SUI  | Dario Cologna                                              | SWE    | Marcus Hellner                                                            | NOR   | Martin Johnsrud Sundby                                                      |
| 50 km vrije stijl   | RUS  | Aleksandr Legkov                                           | RUS    | Maksim Vylegsjanin                                                        | RUS   | Ilja Tsjernoesov                                                            |
| Teamsprint klassiek | FIN  | Iivo Niskanen Sami Jauhojärvi                              | RUS    | Maksim Vylegsjanin Nikita Krjoekov                                        | SWE   | Emil Jönsson Teodor Peterson                                                |
| 4×10 km estafette   | SWE  | Lars Nelson Daniel Richardsson Johan Olsson Marcus Hellner | RUS    | Dmitri Japarov Aleksandr Bessmertnych Aleksandr Legkov Maksim Vylegsjanin | FRA   | Jean-Marc Gaillard Maurice Manificat Robin Duvillard Ivan Perrillat Boiteux |

### Vrouwen
| Onderdeel           | Goud | Goud                                                    | Zilver | Zilver                                                               | Brons | Brons                                                        |
| ------------------- | ---- | ------------------------------------------------------- | ------ | -------------------------------------------------------------------- | ----- | ------------------------------------------------------------ |
| Sprint vrije stijl  | NOR  | Maiken Caspersen Falla                                  | NOR    | Ingvild Flugstad Østberg                                             | SLO   | Vesna Fabjan                                                 |
| 10 km klassiek      | POL  | Justyna Kowalczyk                                       | SWE    | Charlotte Kalla                                                      | NOR   | Therese Johaug                                               |
| 15 km skiatlon      | NOR  | Marit Bjørgen                                           | SWE    | Charlotte Kalla                                                      | NOR   | Heidi Weng                                                   |
| 30 km vrije stijl   | NOR  | Marit Bjørgen                                           | NOR    | Therese Johaug                                                       | NOR   | Kristin Størmer Steira                                       |
| Teamsprint klassiek | NOR  | Ingvild Flugstad Østberg Marit Bjørgen                  | FIN    | Aino-Kaisa Saarinen Kerttu Niskanen                                  | SWE   | Ida Ingemarsdotter Stina Nilsson                             |
| 4×5 km estafette    | SWE  | Ida Ingemarsdotter Emma Wikén Anna Haag Charlotte Kalla | FIN    | Anne Kyllönen Aino-Kaisa Saarinen Kerttu Niskanen Krista Lähteenmäki | GER   | Nicole Fessel Stefanie Böhler Claudia Nystad Denise Herrmann |

### Medaillespiegel
| Plaats | Land        | NOC    | Goud | Zilver | Brons | Totaal |
| ------ | ----------- | ------ | ---- | ------ | ----- | ------ |
| 1      | Noorwegen   | NOR    | 5    | 2      | 4     | 11     |
| 2      | Zweden      | SWE    | 2    | 5      | 4     | 11     |
| 3      | Zwitserland | SUI    | 2    | 0      | 0     | 2      |
| 4      | Rusland     | RUS    | 1    | 3      | 1     | 5      |
| 5      | Finland     | FIN    | 1    | 2      | 0     | 3      |
| 6      | Polen       | POL    | 1    | 0      | 0     | 1      |
| 7      | Duitsland   | GER    | 0    | 0      | 1     | 1      |
| 7      | Frankrijk   | FRA    | 0    | 0      | 1     | 1      |
| 7      | Slovenië    | SLO    | 0    | 0      | 1     | 1      |
| Totaal | Totaal      | Totaal | 12   | 12     | 12    | 36     |